# Зафиг
Зафиг (њем. Saffig) општина је у њемачкој савезној држави Рајна-Палатинат. Једно је од 86 општинских средишта округа Мајен-Кобленц. Према процјени из 2010. у општини је живјело 2.135 становника. Посједује регионалну шифру (AGS) 7137096.

## Географски и демографски подаци
Зафиг се налази у савезној држави Рајна-Палатинат у округу Мајен-Кобленц. Општина се налази на надморској висини од 130 метара. Површина општине износи 7,0 km². У самом мјесту је, према процјени из 2010. године, живјело 2.135 становника. Просјечна густина становништва износи 307 становника/km².